# Ma Chao
Pour les articles homonymes, voir Chao.
Ma Chao (chinois simplifié : 马超)(176 - 222) Fils aîné de Ma Teng et le cousin de Ma Dai.
Il a reçu le surnom de Ma Chao le splendide grâce à sa force guerrière.
Pour essayer de venger son père, il a commandé une armée pour attaquer Cao Cao à Chang'an mais fut toutefois défait après une avancée considérable (Pang De faisait également partie de son armée).
Après avoir été blessé lors d’une bataille, il quitte Zhang Lu et rejoint les forces de Liu Bei. Plus tard, il vient rejoindre les rangs de Liu Bei. Il propose d'ailleurs plusieurs stratégies pour capturer Hanzhong. Étant considéré comme un cavalier hors pair, il est l’un des cinq généraux-tigres des Shu, avec Guan Yu, Huang Zhong, Zhang Fei et Zhao Yun.     
Ma Chao est mort en 222 à l'âge de 47 ans. Avant sa mort, il écrit à Liu Bei : « Plus de 200 membres de ma famille ont été tués par Cao Cao, je n'ai que mon cousin Ma Dai, qui est avec moi, il sera le seul à continuer ma lignée familiale, je le confie au soin de Sa Majesté. C'est tout ce que j'ai à dire. » En 260, le fils successeur de Liu Bei, Liu Shan accorde à Ma Chao le titre posthume du « Marquis Wei ».        
Il est souvent comparé à Lü Bu et Guan Yu pour sa force guerrière.        
Dans la fiction, il a une petite sœur, Ma Yunlu, qui épouse Zhao Yun.    